# Hans-Ulrich Rudel
Hans-Ulrich Rudel (2 tháng 7 năm 1916 – 18 tháng 12 năm 1982) là một phi công lái máy bay ném bom bổ nhào Stuka trong Chiến tranh thế giới thứ hai và cũng là đảng viên Đảng Công nhân Đức Quốc gia Xã hội chủ nghĩa. Rudel là một trong số 27 quân nhân được trao tặng Huân chương Chữ thập Hiệp sĩ với Lá sồi, Thanh kiếm và Kim cương và là người duy nhất trong suốt cuộc chiến được trao tặng huân chương Chữ thập Hiệp sĩ với Lá sồi Vàng, Thanh kiếm và Kim cương (Ritterkreuz des Eisernen Kreuzes mit goldenem Eichenlaub, Schwertern und Brillanten).
Rudel đã bay tổng cộng 2.530 phi vụ với thành tích phá hủy 2.000 mục tiêu; bao gồm 800 xe vận tải; 519 xe tăng, 150 pháo cao xạ và pháo mặt đất, 1 khu trục hạm, 2 tuần dương hạm, thiết giáp hạm Marat, 70 tàu đổ bộ, 4 tàu hỏa bọc thép, nhiều cây cầu và ngoài ra còn bắn hạ được 9 máy bay.

## Cuộc đời

### Trước Chiến tranh thế giới thứ hai
Rudel sinh tại Konradswaldau (Silesia), Đức (vùng này trở thành lãnh thổ của Ba Lan từ sau năm 1945), con một mục sư. Khi còn đi học, ông học tốt, có năng khiếu về thể thao. Tháng 8 năm 1936, sau khi kết thúc khóa dự bị đại học, ông gia nhập Luftwaffe với tư cách học viên sĩ quan và bắt đầu được đào tạo về không chiến tại Wildpark-Werder.
Tháng 6 năm 1938, Rudel gia nhập phi đoàn I./Sturzkampfgeschwader 168 tại Graz khi đang là học viên sĩ quan cấp cao. Rudel tỏ ra khó khăn trong việc tiếp thu các kỹ thuật mới và không thích hợp để bay chiến đấu do đó đến tháng 1 năm 1939, ông đã bị chuyển sang trường huấn luyện trinh sát không quân tại Hildesheim và được lên hàm Thiếu úy. Sau khi hoàn thành khóa huấn luyện, ông được đưa đến phi đoàn Fernaufklärungsgruppe 121 (trinh sát tầm xa) tại Prenzlau.

### Chiến tranh thế giới thứ hai
Tại chiến trường Ba Lan thời kỳ đầu Chiến tranh thế giới thứ hai, Rudel đã bay nhiều chuyến trinh sát đường dài (vai trò quan sát viên) từ căn cứ Breslau với chức vụ Trung úy và vào ngày 11 tháng 9 năm 1939, ông được nhận Huân chương Chữ thập sắt hạng hai. Sau nhiều lần đề nghị, ông đã được cho trở lại đơn vị ném bom bổ nhào, học tại trung đoàn không quân huấn luyện ở Crailsheim, sau đó được gửi tới đơn vị lần trước là phi đoàn I thuộc không đoàn ném bom bổ nhào 3 (I./Sturzkampfgeschwader 3) tại Caen vào tháng 5 năm 1940.
Trong suốt thời gian diễn ra Trận chiến nước Anh, ông đã không được tham gia chiến đấu dù được lên hàm Trung úy. Vẫn bị đánh già là một phi công kém cỏi, ông bị gửi tới phi đoàn dự bị tại Gratz để đào tạo về kỹ thuật ném bom bổ nhào. Sau khi học xong, Rudel được gửi tới Stuttgart và tham gia phi đoàn số 1 của không đoàn ném bom bổ nhào số 2 (Sturzkampfgeschwader 2) căn cứ tại Molaoi, tham gia hoạt động đổ bộ lên đảo Crete tháng 5 năm 1941 nhưng vẫn trong vai trò không chiến đấu trực tiếp.

#### Chiến tranh Xô-Đức

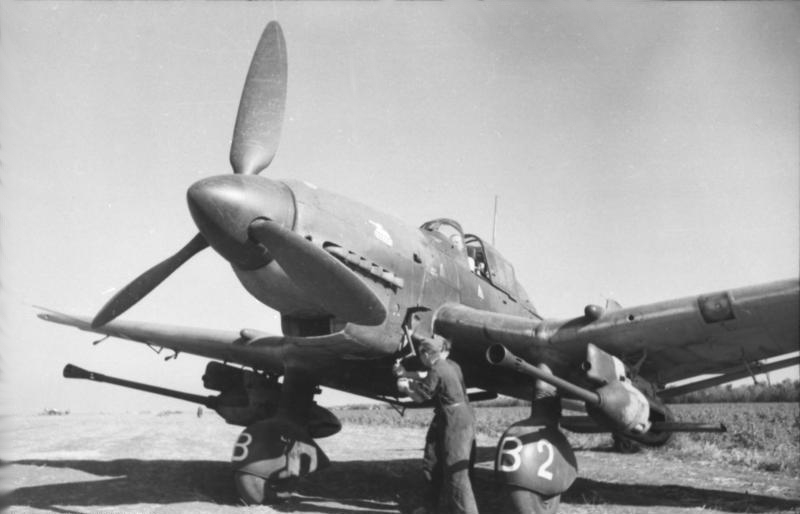
Chiếc Ju 87 G-2 "Kanonenvogel" (Chim đại pháo) của Hans-Ulrich Rudel với hai khẩu pháo Bordkanone BK 37mm ở dưới cánh.

Rudel được bay chiến đấu lần đầu vào lúc 3 giờ sáng ngày 23 tháng 6 năm 1941 khi Đức Quốc xã bắt đầu cuộc xâm lược Liên Xô. Trong vòng 18 giờ sau đó, ông đã hoàn thành 4 phi vụ. Ngày 18 tháng 7 năm 1941, ông đã được trao tặng Huân chương Chữ thập sắt hạng nhất. Ngày 23 tháng 9 năm 1941, ông và một phi công Stuka khác đã đánh chìm thiết giáp hạm Marat, trong cuộc không kích vào cảng Kronstadt tại Leningrad, với một quả bom 1 tấn trúng ngay mũi tàu. Trong một phi vụ sau đó, Rudel còn đánh chìm hai tuần dương hạm và một khu trục hạm khác của Liên Xô.
Ngày 24 tháng 12, Rudel đã bay phi vụ thứ 500 và ngày 30 tháng 12, ông được nhận Huân chương Chữ thập Đức bằng vàng do chính tướng Wolfram Freiherr von Richthofen trao tặng. Tiếp theo, Rudel được chuyển về Graz để huấn luyện các phi công Stuka mới. Ngày 15 tháng 1 năm 1942, ông được tặng huân chương Chữ thập Hiệp sĩ và trở lại Mặt trận phía Đông theo nguyện vọng cá nhân vào tháng 6 năm 1942. Vào tháng 9 năm 1942, Rudel nắm quyền chỉ huy phi đội 1 thuộc phi đoàn số 1 thuộc không đoàn ném bom bổ nhào số 2 (1StG2) khi đang tham gia chiến đấu tại Stalingrad. Vào thời gian này, phi đội của ông được giao nhiệm vụ tấn công các xe tăng Nga nhưng việc ném bom chống lại xe tăng đã tỏ ra không còn thích hợp.
Ngày 10 tháng 2 năm 1943, Rudel đã có phi vụ thứ 1.000 và ông trở thành phi công đầu tiên của Luftwaffe có 1.000 phi vụ. Rudel được chuyển sang đơn vị đặc biệt mới có tên "Panzerjagdkommando Weiss", thành lập tại Briansk, để thử nghiệm phiên bản Stuka chống tăng mới Ju-87 D-3. Phiên bản này trang bị hai khẩu cao xạ Bordkanone BK 3.7 37mm gắn dưới cánh và được thiết kế bởi trung tâm thí nghiệm của Luftwaffe tại Rechlin (gần Neustrelitz, Đức). Những chiếc đầu tiên của phiên bản này được dùng thử nghiệm chống tàu đổ bộ Nga trong vùng biển Đen và trong vòng 3 tuần, Rudel đã diệt 70 chiếc tàu. Tháng 3 năm 1943, trong cuộc chiến xe tăng quanh Belgorod, Rudel tiêu diệt chiếc xe tăng đầu tiên với kiểu máy bay này và kể lại "…xạ thủ phía sau tôi nói rằng chiếc tăng nổ như bom và một số phần của nó còn rơi ngay sau lưng chúng tôi." Kể từ đó, nhiều chiếc Ju-87 D-3 được chuyển thành máy bay cường kích chống tăng và được đổi tên thành Ju-87 G-1 (biệt danh "Panzerknacker" - Kẻ diệt tăng, hoặc "Kanonenvogel" - Chim đại pháo) và bắt đầu sử dụng trên mặt trận phía Đông từ tháng 10 năm 1943.
Ngày 14 tháng 4 năm 1943, Hans Rudel được tặng Huân chương Chữ thập Hiệp sĩ với lá sồi. Ngày 5 tháng 7 năm 1943, ngay trong ngày đầu tiên của trận Kursk, Rudel đã bắn cháy 12 xe tăng Liên Xô. Vào thời điểm đó, vì những thành tích của phi đội Rudel mà các phi đội diệt tăng "Panzerstaffels" khác đã được thành lập. Với kinh nghiệm của mình, Rudel phát hiện ra cách tốt nhất để diệt tăng là tấn công từ phía sau (hệ thống động cơ và bộ tản nhiệt của chiếc T-34 ở phía sau không cho phép gắn thêm giáp dày ở đó), hoặc là từ hai bên. Ngoài ra khi tấn công từ phía sau có nghĩa là máy bay sẽ bay về phía quân mình – là một ưu điểm trong trường hợp máy bay bị hư hại trong lúc tấn công.
Ngày 19 tháng 7 năm 1943, Rudel được bổ nhiệm làm phi đoàn trưởng phi đoàn số 3 thuộc không đoàn ném bom bổ nhào số 2 (III./StG 2). Ngày 25 tháng 11 năm 1943, Rudel được tặng huân chương Chữ thập hiệp sĩ với lá sồi và Thanh kiếm. Trong tháng 3 năm 1944, Rudel đã bay phi vụ thứ 1500 và được thăng chức Thiếu tá. Ngày 13 tháng 3 năm 1944, Rudel có thể đã tham gia vào trận không chiến với phi công Anh hùng Liên Xô Lev Shestakov. Shestakov sau đó đã không trở về sau phi vụ và được xem là mất tích trong chiến đấu. Hồi ký Rudel có miêu tả về một cuộc đụng độ của ông với một phi công tài ba lái Lavochkin La-5 và người này đã bị bắn hạ trong lúc cố tìm cách tiêu diệt ông:

Có thể là anh ta bị Gadermann (xạ thủ của Rudel) bắn trúng, hoặc có thể do anh ta lọt vào dòng khí xoáy phía sau động cơ máy bay tôi khi thực hiện các vòng lượn hẹp như vậy? Điều đó không thành vấn đề. Lúc đó tai nghe của tôi bất ngờ bị tràn ngập bởi những lời la hét bằng tiếng Nga, người Nga chắc là chứng kiến một sự kiện gì đó rất quan trọng với họ... theo các thông tin trên radio, chúng tôi biết rằng một phi công tiêm kích rất nổi tiếng của Liên Xô đã bị hạ, người hơn một lần được phong danh hiệu Anh hùng Liên Xô.

Trong một phi vụ vào cuối tháng 3 năm 1944, phi đội của ông bị tấn công bởi các máy bay Liên Xô  Lavochkin La-5. Một chiếc Stuka bị bắn hạ và hạ cánh khẩn cấp với phi hành đoàn không bị thương. Rudel đã quyết định hạ cánh để cứu đồng đội trong vùng địch. Mặc dù cứu được đồng đội, tình trạng địa hình xấu đã khiến máy bay không thể cất cánh và buộc Rudel và đồng đội của mình phải chạy bộ về phòng tuyến quân Đức. Khi đến con sông Dnister, ông và các đồng đội đã bơi 600m qua sông trong tình trạng nước lạnh cóng. Ngay trước khi đến được bờ sông, xạ thủ phía sau ông bị chết đuối. Rudel trong tình trạng bị thương đã trở thành người duy nhất trở về được sau cuộc trốn chạy này. Đây là một trong sáu lần Rudel đã mạo hiểm mạng sống để cứu đồng đội bị bắn rơi.
Ngày 29 tháng 3 năm 1944, ông được trao tặng Huân chương Chữ thập hiệp sĩ với Lá sồi, Thanh kiếm và Kim cương. Ngày 29 tháng 12 năm 1944, ông được thăng hàm Đại tá và được trao tặng Huân chương Chữ thập hiệp sĩ với Lá sồi Vàng, Thanh kiếm và Kim cương. Ông cũng là người duy nhất nhận được huân chương này trong suốt cuộc chiến và được đích thân Adolf Hitler trao tặng ngày 1 tháng 1 năm 1945. Vào thời điểm này, Rudel đã có hơn 2.400 phi vụ và tiêu diệt được 463 xe tăng.
Tháng 11 năm 1944, khi đang bay gần Budapest, ông bị thương ở bắp đùi và vài ngày sau trở lại chiến đấu với chân bó bột bằng thạch cao. Ngày 8 tháng 2 năm 1945, Rudel đã tiêu diệt 12 xe tăng Liên Xô và đang tấn công chiếc thứ 13 thì bị đạn cao xạ (40mm) bắn gãy chân phải. Dù bị thương nặng, ông đã cố gắng đưa máy bay về hạ cánh trên lãnh thổ Đức. Xạ thủ Ernst Gadermann đã cầm máu giúp ông nhưng chân phải của ông sau đó đã phải cắt bỏ. Ông trở lại đơn vị vào ngày 25 tháng 3 và tham gia chiến đấu trở lại vào đầu tháng 4 năm 1945, vẫn trên kiểu máy bay Ju-87G và tiêu diệt được thêm 13 xe tăng.
Trong những ngày cuối cùng của cuộc chiến, Rudel nắm quyền chỉ huy phi đội cường kích Schlachtgeschwader 2 "Immelmann". Ông vẫn còn cùng phi đội của mình chiến đấu đến những ngày cuối cùng của Mặt trận phía Đông. Rudel thậm chí còn muốn bay một phi vụ tự sát cuối cùng nhưng bị ngăn cản bởi thượng cấp vì họ cho rằng "sau này còn cần tới ông". Rudel còn tình nguyện bay máy bay Stuka tới Berlin tháng 5 năm 1945 để cứu Hitler trong vòng vây của Hồng quân.
Ngày 8 tháng 5 năm 1945, khi Đức Quốc xã đầu hàng Đồng Minh, Rudel đang ở Bohemia và cùng với những gì còn lại của phi đội mình gồm 3 chiếc Ju-87 và 4 chiếc FW 190 bay về phía tây trong hai giờ đến đầu hàng quân Mỹ tại sân bay Kitzingen để tránh rơi vào tay Hồng quân. Sau đó, Rudel bị thẩm vấn đầu tiên ở Anh, sau đó ở Pháp và cuối cùng trở lại bệnh viện tại Bavaria để điều trị. Năm 1946, Rudel rời bệnh viện và sau cùng đến Argentina vào năm 1948.

#### Thành tích trong chiến tranh
Trong suốt sự nghiệp của mình, Rudel đã bay 2.530 phi vụ, phần lớn là trên kiểu máy bay Stuka (trong đó có 400 phi vụ ông lái kiểu Focke-Wulf 190 và bắn hạ được 11 máy bay), phá hủy 150 khẩu pháo các loại, 519 xe tăng và khoảng 1.000 xe vận tải, 70 tàu đổ bộ, đánh chìm thiết giáp hạm Marat, hai tuần dương hạm và một khu trục hạm. Ông đã bay hơn 600.000 km, sử dụng hơn 5.000.000 lít nhiên liệu, thả hơn 1.000.000 kg bom, bắn 1 triệu viên đạn súng máy, 150 ngàn viên 20mm, hơn 5.000 viên 37mm.
Không có bất kỳ một phi công cường kích nào đạt đến con số phi vụ như Rudel. Rudel bị bắn rơi tổng cộng 32 lần, bị thương 5 lần. Thống chế Ferdinan Schörner đã nói "Rudel có giá trị ngang với cả một sư đoàn." còn Stalin đã đặt phần thưởng 1.000 Rúp cho ai bắt được Rudel nhưng đã không ai làm được.

### Sau chiến tranh
Sau chiến tranh, Rudel có một khoảng thời gian đến Nam Mỹ và tại đây ông đã gặp và kết thân với tổng thống Argentina Juan Perón và nhà độc tài Paraguay Alfredo Stroessner. Mặc dù bị tàn tật, Rudel vẫn còn chơi quần vợt, trượt tuyết và thậm chí trèo lên cả đỉnh núi cao nhất châu Mỹ Anconcagua (6.962 mét), ba lần treo lên đỉnh núi lửa cao thứ 5 thế giới Llullay-Yacu (6.739 mét) tại Argentina. Trong thời gian ở đây, ông còn trở thành bạn của bác sĩ tử thần Josef Mengele.
Rudel trở về Tây Đức năm 1953 và trở thành người lãnh đạo đảng dân tộc cực hữu Đảng Đế chế Đức (Deutsche Reichspartei). Trước khi trở về Đức, tháng 11 năm 1949, ông đã cho xuất bản tại Buenos Aires, Argentina quyển nhật ký trong thời kỳ chiến tranh mang tên Trotzdem ("Tuy nhiên"). Quyển sách này sau đó đã được cho phép xuất bản tại Đức mặc dù nội dung của nó có ủng hộ các chính sách của Đảng Quốc xã. Tại Hoa Kỳ, quyển sách được xuất bản dưới tên gọi Stuka Pilot.
Ông trở thành một thương nhân thành công trong thời gian sau chiến tranh. Năm 1976, Rudel liên quan đến một vụ scandal khiến cho hai vị tướng cấp cao của Bundeswehr là Karl Heinz Franke và Walter Krupinski phải về hưu sớm.
Phương pháp diệt tăng của Rudel về sau đã được sử dụng để nâng cấp kiểu máy bay cường kích A-10.
Rudel mất tại Rosenheim năm 1982 và được chôn cất tại Dornhausen ngày 22 tháng 12 năm 1982. Trong đám tang của Rudel, hai máy bay Phantom đã bay tầm thấp ngang qua mộ của ông. Bốn người tham dự lễ tang đã bị chụp cảnh sử dụng kiểu chào thời Đức Quốc xã và sau đó đã bị điều tra.

## Khen thưởng
- Frontflugspange với vàng và kim cương với con số "2.000"
- Ehrenpokal der Luftwaffe (20 tháng 10 năm 1941)[25]
- Huy hiệu kết hợp phi công-quan sát viên với Vàng và Kim cương
- Huân chương Chữ thập Đức Vàng (2 tháng 12 năm 1941)
- Huân chương Chữ thập (1939)
  - Hạng nhì (10 tháng 11 năm 1939)[25]
  - Hạng nhất (18 tháng 7 năm 1941)[25]
- Huân chương Chữ thập Hiệp sĩ với Lá sồi Vàng, Thanh kiếm và Kim cương
  - Huân chương Chữ thập Hiệp sĩ ngày 6 tháng 1 năm 1942 cấp hàm Oberleutnant (Thượng úy), phi công và nhân viên kỹ thuật của III./StG 2 "Immelmann"[26]
  - Lá sồi vào ngày 14 tháng 4 năm 1943 cấp hàm Oberleutnant và là phi đội trưởng của 1./StG 2 "Immelmann"[26]
  - Thanh kiếm vào ngày 25 tháng 11 năm 1943 quân hàm Hauptmann (Đại úy) và là phi đoàn trưởng III./StG 2 "Immelmann"[26]
  - Kim cương vào ngày 29 tháng 3 năm 1944 quân hàm Thiếu tá và là phi đoàn trưởng III./SG 2 "Immelmann"[26]
  - Lá sồi vàng ngày 29 tháng 12 năm 1944 quân hàm Oberstleutnant (Thượng tá) và Phi đoàn trưởng SG 2 "Immelmann"[26][27]
- Huân chương Anh dũng Vàng (người nước ngoài duy nhất) của Hungary (14 tháng 1, 1945)
- Medaglia d'Argento al Valore Militare của Ý.[28]